# Герасим І Єрусалимський
Патріарх Герасим I (за Костянтином Д. Протопапою, 1839 — 9 лютого 1897) — Патріарх Антіохійський і Єрусалимський загалом наприкінці ХІХ століття 12 років.

## Біографічні дані

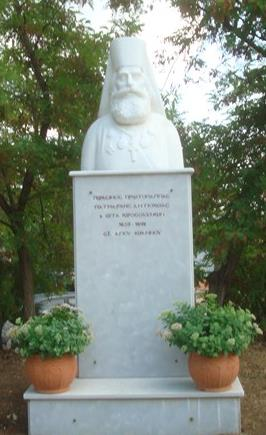
Погруддя патріарха Герасима I в святому Іоаннисі Аркадійському

Константинос Дімітріу Протопапас народився в 1839 році в Агіос Іоанніс, Кінурія, Аркадія. У 1852 році, у віці лише 13 років, він відправився до Єрусалиму, поруч із братом свого батька, єпископом Лідійським Герасимом Протопапою. Там він навчався в духовній школі Святого Хреста, яку закінчив у 1861 році. Потім його відправили до Афін, де він вивчав фізику та математику в університеті.
У 1862 році на честь свого дядька постригся в ченці на ім'я Герасим і прийняв сан диякона. Після повернення з Афін був призначений професором Теологічної школи Святого Хреста в Єрусалимі. У 1872 р. був рукоположений у старости й отримав сан архімандрита. 11 грудня 1877 року він був висвячений на архієпископа Філадельфійського. У 1879 і 1880 рр. представляв Єрусалимський патріархат на переговорах з чернечого питання і брав участь у Берлінській конференції. 20 серпня 1881 р. обраний митрополитом Скіфопольським. Був кандидатом на патріарших виборах Єрусалиму в 1882—1883 роках і рішуче виступав проти кандидатури Никодима, який вважався проросійським.

### Патріарх
За підтримки Никодима, який бачив у ньому свого головного супротивника і прагнув витіснити його з Палестини, 30 травня 1885 року, незважаючи на спротив частини арабського духовенства, Герасим був обраний патріархом Антіохійським. Його Патріархат в Антіохії був позначений проблемами та хвилюваннями, оскільки арабомовне духовенство та народ зіткнулися з грекомовною ієрархією, що закінчилося відкритим конфліктом у 1890-х роках.
27 лютого 1891 року, після відставки Никодима, Герасим був обраний патріархом Єрусалимським. Під час свого Патріархату він відродив школу Чесного Хреста і повторив служби в кількох старовинних церквах. Він наголошував на вдосконаленні матеріально-технічних засобів Братства Агіотафітів, а також на пануванні внутрішнього порядку та спокою.
Помер у Єрусалимі у віці 58 років, 9 лютого 1897 року. За традицією, перед смертю він просив поховати його в його могилі, землі з його батьківщини, Агіос Іоанніс. Він укріпив храми Кінурії священним начинням, облаченнями, свічками, епітафіями, євангелією тощо. Він також допомагав вчитися братові, племінницям та іншим землякам.